# Сутормино (Смоленская область)
 Сутормино́  — деревня в Сычёвском районе Смоленской области России. Расположена в северо-восточной части области в 13 км к юго-востоку от Сычёвки, в 6 км к востоку от остановочного пункта Вазуза на железнодорожной линии Вязьма — Ржев, в 9 км восточнее автодороги Р134 «Старая Смоленская дорога» Смоленск — Дорогобуж — Вязьма — Зубцов. Население — 348 жителей. (2007 год). Административный центр Суторминского сельского поселения.

## Инфраструктура
Неполная средняя (основная общеобразовательная) школа
Отделение связи